# 葉天成
葉天成（Yip Tin Shing，1965年10月20日—） ，香港著名電視劇、電影的編劇／編審。

## 簡歷
1988年，葉天成畢業後加入無綫電視，參與電視劇編劇，三年後轉投亞洲電視，參與編劇作品有《我和殭屍有個約會》、《千王之王重出江湖》、《世紀之戰》。
2002年轉到韋家輝開設的製作公司銀河映像，他一直都是公司的中堅份子，也是杜琪峯及韋家輝的得力助手，他與其他編劇如司徒錦源、歐健兒、游乃海等人合作無間，創作不少受歡迎的電影作品，如《柔道龍虎榜》、《大隻佬》、《黑社會以和為貴》、《放·逐》等，當中《大隻佬》、《黑社會》分別獲得2004年及2006年金像獎最佳編劇。
2008年重返無綫電視，以編劇身份參與《摘星之旅》、《魚躍在花見》、《潛行狙擊》、《萬凰之王》，《雷霆掃毒》是他首套編審的作品。

## 編審／編劇列表

### 電視劇（亞洲電視）
- 1992年：《烈火雄風》
- 1993年：《賭神秘笈'93》、《銀狐》、《馬場風雲》
- 1995年：《美夢成真》、《一屋兩鬼三人行》（又名《再續隔世情》）、《有房出租》
- 1996年：《飄零燕》、《千王之王重出江湖》
- 1997年：《國際刑警》、《屋企有個肥大佬》
- 1998年：《呆佬賀壽》、《我和殭屍有個約會》、《我來自廣州》
- 1999年：《海瑞鬥嚴嵩》、《英雄之廣東十虎》
- 2000年：《世紀之戰》、《與狼共枕》、《電視風雲》

### 電視劇（無綫電視）
- 1990年：《孖仔孖心肝》編劇
- 2010年：《摘星之旅》編劇
- 2011年：《魚躍在花見》編劇、《潛行狙擊》編劇、《萬凰之王》編劇
- 2012年：《雷霆掃毒》編審+編劇（與梁恩東合作）
- 2013年：《情逆三世緣》編審+編劇（與湯健萍合作）
- 2014年：《使徒行者》編審（與梁恩東、伍立光合作）、《飛虎II》編審
- 2016年：《殭》編審（與盧美雲、陳寶燕合作）、《城寨英雄》編審+編劇（與黎倩儀合作）
- 2017年：《使徒行者2》編審（與黎倩儀合作）
- 2018年：《天命》編審（與林麗媚合作）、《兄弟》編審
- 2020年：《使徒行者3》編審（與黎倩儀、羅佩清合作）
- 2021年：《欺詐劇團》劇本顧问（與陸谷、傅玉成合作）
- 2022年：《鐵拳英雄》編審（與伍立光、黃秉怡合作）、《法證先鋒V》編審（與冼少玲合作）

### 電影
- 2003年：《大隻佬》 《向左走·向右走》
- 2004年：《柔道龍虎榜》 《大事件》
- 2005年：《黑社會》
- 2006年：《放·逐》 《黑社會以和為貴》
- 2007年：《鐵三角》
- 2009年：《Laughing Gor之變節》
- 2011年：《奪命金》 《Laughing Gor之潛罪犯》

## 殊榮
| 年度 | 頒獎典禮                         | 獎項                | 電影/劇集  | 名單                                      |
| ---- | -------------------------------- | ------------------- | ---------- | ----------------------------------------- |
| 2004 | 第10屆香港電影評論學會大獎       | 最佳編劇            | 大隻佬     | 韋家輝、游乃海、歐健兒、葉天成            |
| 2004 | 第23屆香港電影金像獎             | 最佳編劇            | 大隻佬     | 韋家輝、游乃海、歐健兒、葉天成            |
| 2004 | 第41屆金馬獎                     | 最佳原著劇本        | 柔道龍虎榜 | 游乃海、歐健兒、葉天成                    |
| 2005 | 第42屆金馬獎                     | 最佳原著劇本        | 黑社會     | 游乃海、葉天成                            |
| 2006 | 第25屆香港電影金像獎             | 最佳編劇            | 黑社會     | 游乃海、葉天成                            |
| 2014 | 星和無綫電視大獎2014             | 本地傳媒最愛TVB劇集 | 使徒行者   | 監製：文偉鴻 編審：葉天成、梁恩東、伍立光 |
| 2014 | TVB 馬來西亞星光薈萃頒獎典禮2014 | 最喜愛TVB電視劇集   | 使徒行者   | 監製：文偉鴻 編審：葉天成、梁恩東、伍立光 |
| 2014 | 2014年度YAHOO!搜尋人氣大獎       | 人氣電視劇集        | 使徒行者   | 監製：文偉鴻 編審：葉天成、梁恩東、伍立光 |
| 2014 | 萬千星輝頒獎典禮2014             | 最佳劇集            | 使徒行者   | 監製：文偉鴻 編審：葉天成、梁恩東、伍立光 |
| 2016 | 星和無綫電視大獎2016             | 我最愛TVB電視劇集   | 城寨英雄   | 監製：文偉鴻 編審：葉天成、黎倩儀         |
| 2016 | TVB 馬來西亞星光薈萃頒獎典禮2016 | 最喜愛TVB電視劇集   | 城寨英雄   | 監製：文偉鴻 編審：葉天成、黎倩儀         |
| 2016 | 萬千星輝頒獎典禮2016             | 最佳劇集            | 城寨英雄   | 監製：文偉鴻 編審：葉天成、黎倩儀         |

## 外部連結
- 葉天成在香港影庫上的簡介
- 葉天成在豆瓣上的资料（简体中文）
- 葉天成在时光网上的簡介（简体中文）
- 葉天成在互联网电影资料库（IMDb）上的資料（英文）